# Сан-Хосе-дель-Фраґуа
Сан-Хосе-де-ла-Фраґуа (ісп. San José del Fragua) — місто й муніципалітет у колумбійському департаменті Какета.

## Географія
Муніципалітет межує на півночі з департаментом Уїла й муніципалітетом Белен-де-Андакес, на півдні та заході — з департаментом Каука, на сході — з муніципалітетами Курільйо та Албанія.

## Історія
До іспанського завоювання території сучасного міста населяли представники племені інґа. 1540 року поселення завоював іспанський конкістадор Ернан Перес де Кесада, який вважається засновником сучасного міста Сан-Хосе-дель-Фраґуа.